# Carvão de esporos

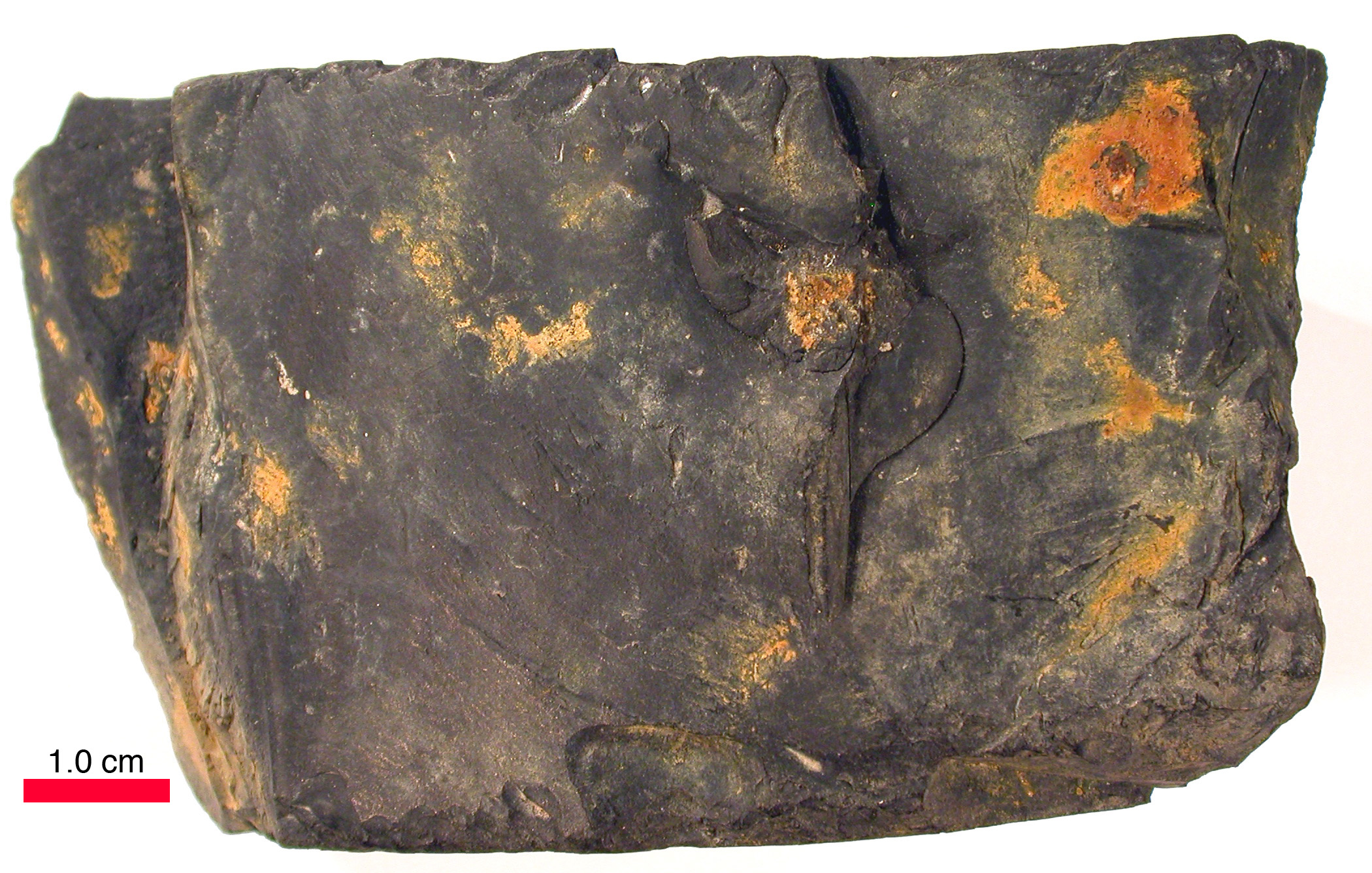
Carvão de esporos da época Pennsylvaniana, do Nordeste de Ohio.

Carvão de esporos é um tipo de carvão, também classificado como xisto betuminoso terrestre, com uma grande quantidade de hidrogênio, que queima facilmente com uma luz brilhante e deixa um pouco de cinzas.
O carvão de esporos é constituído de micrinite, maceral do grupo de exinite, e certos materiais inorgânicos. O carvão de esporos usualmente ocorre no topo ou no fundo de outros carvões. O excesso de hidrogênio em um carvão, sobre a quantidade necessária para combinar com seu oxigênio para formar água, é conhecido como hidrogênio descartável, que é uma medida da aptidão do carvão para o uso na produção de gás. Apesar do pequeno valor como combustível, o carvão de esporos impõe um específico aumento de preço na produção de gás. Ele é mais compacto e mais amorfo que o carvão convencional, e pode ser moldado em um torno e ser polido. Na mina de carvão de Durham (e possivelmente em qualquer lugar) talhar carvão de esporos em ornamentos foi um popular passatempo dos mineiros.
Em 1540, um antiquário chamado John Leland reportou que Sir Roger Bradshaigh tinha descoberto uma farta junta rasa de carvão de esporos suave e rígido, no seu estado, perto de Haigh, na Grande Manchester. O depósito ficou conhecido como a Grande Omissão de Haigh. A pouca profundidade significava que era possível a extração com os simples métodos disponíveis naquela época. Ele poderia ser trabalhado e esculpido, e era um excelente combustível leve que queimava com uma chama brilhante, que era facilmente aceso e não deixava cinzas.
O carvão de esporos foi usado como uma importante matéria-prima da histórica indústria manufatureira de gás, já que o gás produzido a partir dele era valioso por sua luminosidade da chama que era produzido. Seu gás foi largamente usado para iluminação doméstica no século 19, antes da invenção da camisa incandescente, de Carl Auer von Welsbach, em meados de 1880. Com a introdução da camisa incandescente, o carvão de esporos gradualmente perdeu espaço como matéria-prima de gás manufaturado, já que a camisa incandescente podia produzir largas quantidades de luz sem a necessidade da luminosidade da chama do gás queimado.
Em 17 de Outubro de 1850, James Young, de Glasgow, patenteou um método de extração da parafina do carvão de esporos.